# WWE 벨로서티
벨로서티는 WWE의 브랜드인 스맥다운 2진급 레슬러들이 출연하는 프로그램이다.
2002년부터 2006년 6월까지 방송 되었다가 ECW가 출범하면서 사라졌다.

## 진행자
| 연도                      | 진행자                    |
| ------------------------- | ------------------------- |
| 2002년                    | 마이클 콜                 |
| 2002년                    | 태즈                      |
| 2002년                    | 조시 매슈스               |
| 2002년                    | 마크 로이드               |
| 2002년                    | 앨 스노                   |
| 2003년                    | 조시 매슈스 어니스트 밀러 |
| 2003년 7월                | 조시 매슈스 태즈          |
| 2003년 11월 - 2004년 12월 | 조시 매슈스 빌 데몬트     |
| 2004년 12월 - 2006년 6월  | 토드 로메로 조시 매슈스   |

## 링아나운서
| 연도                | 링아나운서    |
| ------------------- | ------------- |
| 2002년              | 하워드 핑클   |
| 2003년              | 토니 치멜     |
| 2004년              | 저스틴 로버츠 |
| 2005년 – 2006년 6월 | 토니 치멜     |

## 미국 & 영국 방영 시간
- 미국
  - 스파이크 TV - 토요일 저녁 (2002년 - 2005년)
  - WWE.Com - 토요일 (2005년 - 2006년)

- 영국
  - 스카이 스포츠 - 일요일 저녁 (2002년 - 2004년)
  - 스카이 스포츠 - 일요일 아침 (2005년 - 2006년)